# Shenrab Miwoche

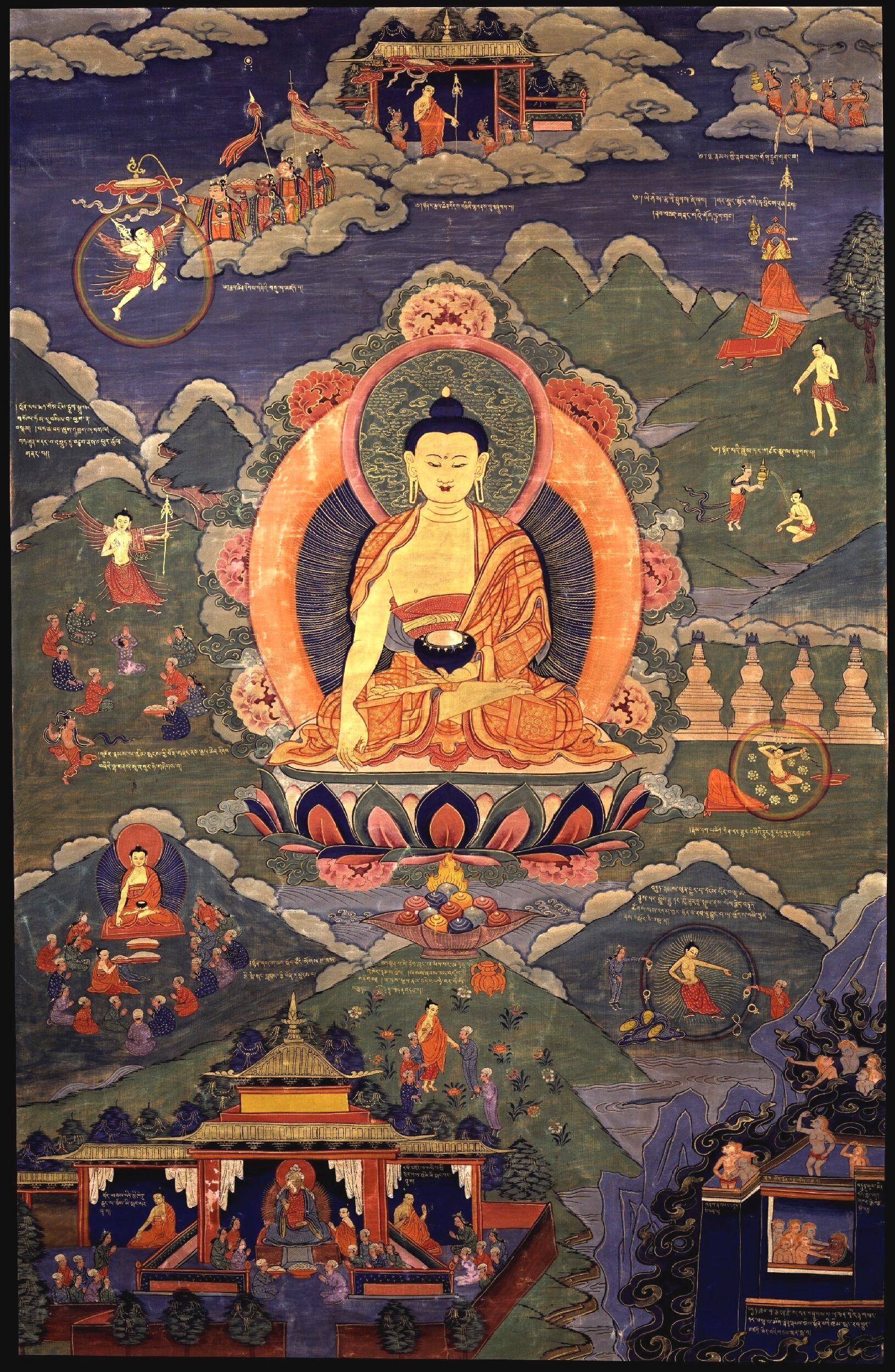
Shenrab Miwoche. Buchmalerei aus dem 19. Jahrhundert. Sammlung Rubin Museum of Art, New York.

Shenrab Miwoche (tibetisch གཤེན་རབ་མི་བོ་ཆེ Wylie gshen rab mi bo che; auch: Tönpa Shenrab Miwoche) ist ein legendärer und mythischer Meister und Gründungsvater des Ewigen Bön, einer vorbuddhistischen Religion in Tibet. Er soll um das Jahr 1856 v. Chr. geboren worden sein und alle damals zu findenden Traditionen des Bön in einem einheitlichen religiösen System zusammengefasst haben. Andere Quellen benennen für seine Lebenszeit die Zeit um 18.000 v. Chr.
Nach der Überlieferung der Bön war es Shenrab Miwoche, der erstmals die Lehren des Dzogchen in dieser Welt lehrte, die „Essenz“ aller höheren Lehren des Bön, die unmittelbar zur spirituellen Verwirklichung führen sollen. Den Bön-Lehren zufolge soll der Buddha Siddhartha Gautama eine spätere Inkarnation von Shenrab Miwoche gewesen sein. Shenrab stieg der Legende nach aus himmlischen Reichen herab, manifestierte sich am Fuß des Berges Meru (vgl. Kailash) und wurde als königlicher Prinz geboren. Nachdem er in früher Jugend geheiratet und Kinder gezeugt hatte, entsagte er mit 31 Jahren dem weltlichen Leben und begann die Bön-Lehre zu verkünden bis zu seinem Tod mit 82 Jahren.
Ein Symbol für Shenrab Miwoche ist die in Bön-Ritualen verwendete Klöppelglocke gshang.